# Meisjes
Ne doit pas être confondu avec Meisje.
Pour plus de détails, voir Fiche technique et Distribution.
Meisjes (The Over the Hill Band) est une comédie dramatique belge réalisée par Geoffrey Enthoven sortie en 2009. Le scénario est écrit par Jean-Claude Van Rijckeghem et Chris Craps et les rôles principaux sont tenus par Marilou Mermans, Lea Couzin, Lut Tomsin, Lucas Van den Eynde et Jan Van Looveren.

## Synopsis
À la suite de la mort de son mari, Claire reprend contact avec son fils. Il va l'aider à recréer le groupe de musique dans lequel elle chantait plus jeune avec deux de ses amies.

## Fiche technique
- Titre original : Meisjes
- Réalisation : Geoffrey Enthoven
- Scénario : Jean-Claude Van Rijckeghem, Chris Craps
- Photographie : Gerd Schelfhout
- Montage : Philippe Ravoet
- Musique : Olaf Janssens, Tom Kestens
- Pays d'origine : Belgique
- Langue originale : néerlandais, français
- Format : couleur
- Genre : comédie dramatique
- Durée : 93 minutes
- Dates de sortie :  
  - Canada : août 2009 (Montréal Film Festival)
  - Belgique : 19 août 2009

## Distribution
- Marilou Mermans  :  Claire
- Lea Couzin (nl)  :  Magda
- Lut Tomsin  :  Lut
- Jan Van Looveren (nl)  :  Sid
- Lucas Van Den Eynde (en)  :  Michel
- François Beukelaers  :  Jean
- Barbara Sarafian  :  Pascale
- Greg Timmermans  :  le prêtre
- Jurgen Delnaet  :  le docteur
- Robrecht Vanden Thoren  :  le présentateur du show
- Michel Israël  :  Artuur
- Isabel Leybaert (nl)  :  Jessie
- Claude Musungayi (nl)  :  Jo
- Stefan Declerck  :  Gerd
- Leo Achten  :  Toon
- Lori Bosmans  :  Fran
- Bieke Bosmans  :  Sarah
- Nathalie Stuer  :  la femme (non créditée)
- Veerle Baetens  :  l'infirmière (non créditée)
- Kathleen Goossens (nl)  :  la réceptionniste (non créditée)

## Prix
- Grand Prix Hydro-Québec 2009, Festival du cinéma international en Abitibi-Témiscamingue